# Falu IF
Der Falu IF ist ein schwedischer Eishockeyklub aus Falun. Die Mannschaft spielt in der Hockeyettan.

## Geschichte
Der Falu IF nahm in den 1970er und 1980er Jahren regelmäßig am Spielbetrieb der damals noch zweitklassigen Division 1 teil. Seit der Jahrtausendwende hatte sich der Verein in der mittlerweile drittklassigen Division 1 etabliert, stieg aber zwischenzeitlich in die Division 2 ab.

## Bekannte ehemalige Spieler
- Göran Högosta
- Anders Kallur
- Patric Kjellberg
- Bengt Lundholm